# 酢酸ヘキシル
酢酸ヘキシル（さくさんヘキシル、Hexyl acetate）は、分子式C8H16O2のエステルである。主に樹脂、ポリマー、油脂の溶剤として使用される。表面上の分散を改善するための塗料添加物としても使用される。
フルーティーな香りがあるため、香料としても使用され、多くの果物（リンゴやプラムなど）やアルコール飲料に存在する。